# Ečs
Ečs (81-709) – wagony produkcji radzieckiej eksploatowane w metrze praskim w latach 1974–1997.

## Konstrukcja
Wagony zostały wykonane przez zakłady w Mytiszczi specjalnie dla metra w Pradze jako modyfikacja wagonów typu E. Podobne modyfikacje produkowano w latach 70. także dla systemów metra w innych krajach RWPG. Ečs (litery čs oznaczają modyfikację dla Czechosłowacji – Československo) pochodził od typu E (używanych w moskiewskim metrze, czy w metrze w Petersburgu) oraz Ev (używane przez metro w Budapeszcie). Wagon po każdej stronie ma 4 drzwi, pudło składa się z ramy spawanej ze stalowych profili, do których przymocowano belki pokryte stalową blachą oraz przyspawano wewnętrzne ściany boczne. Ściany i strop przedziału pasażerskiego pokryte były aluminiową blachą. Pojazd był wyposażony w hamulec elektrodynamiczny oraz pneumatyczny i ręczny. Każdy wagon posiadał kabinę motorniczego.

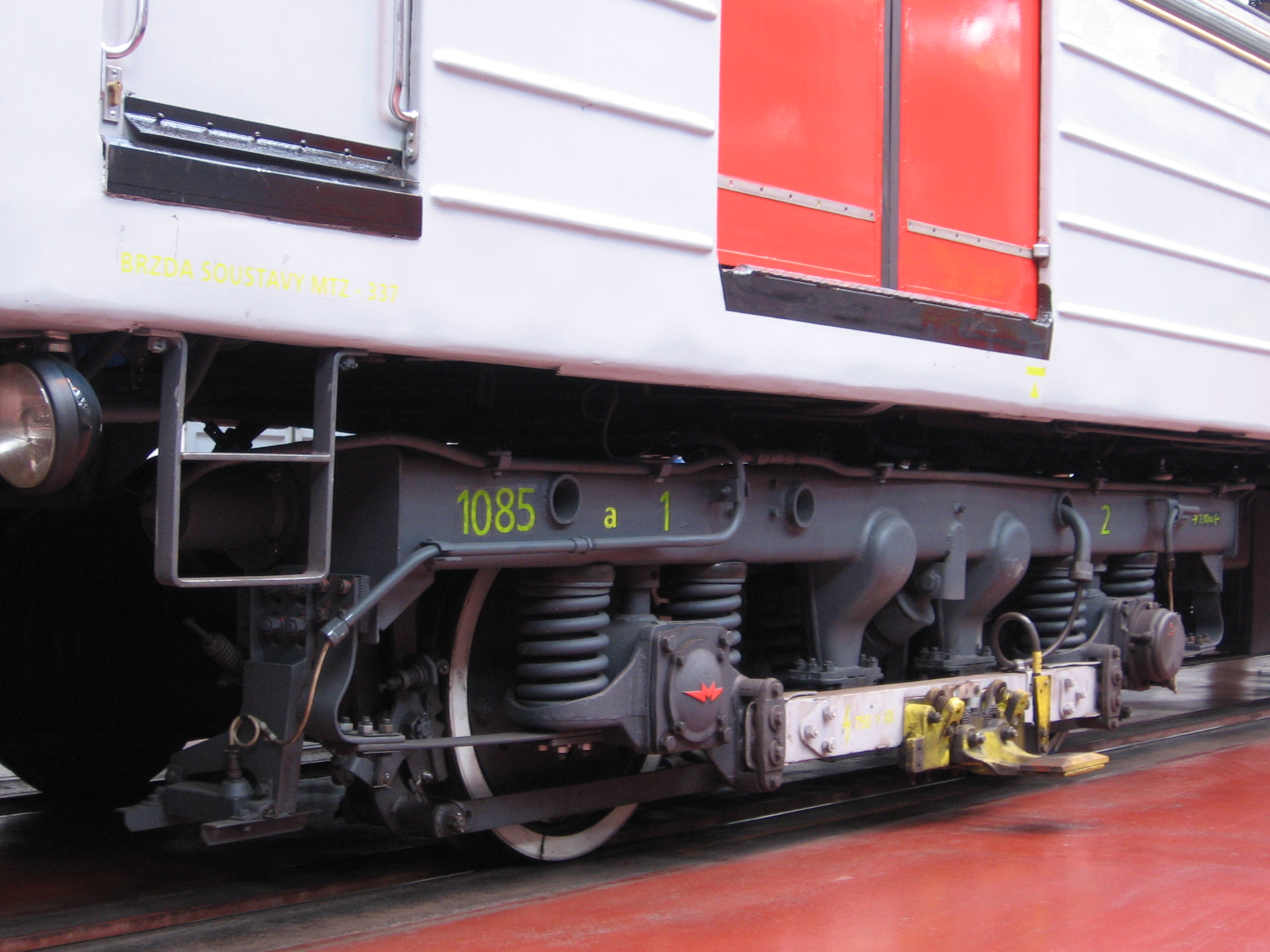
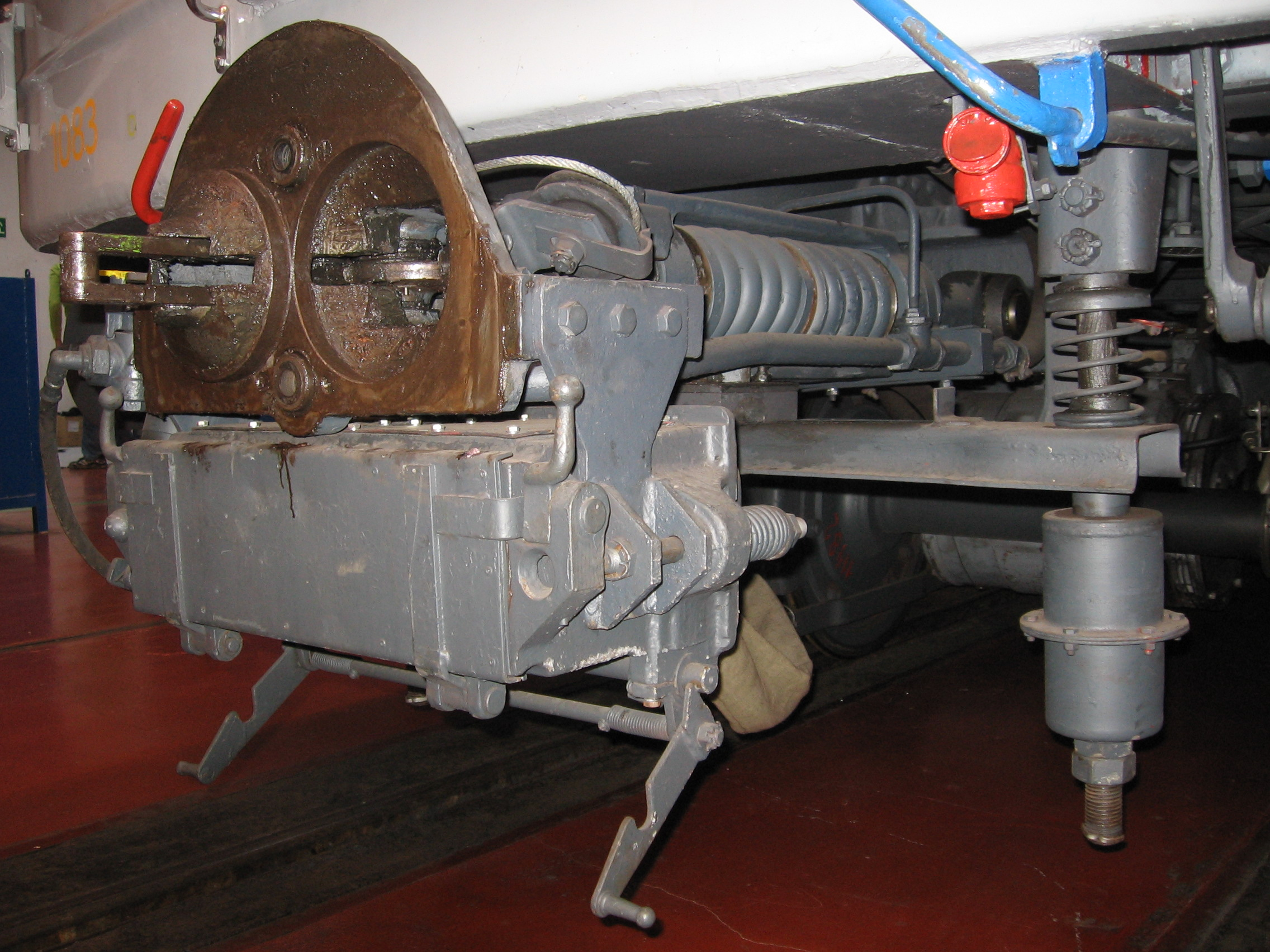
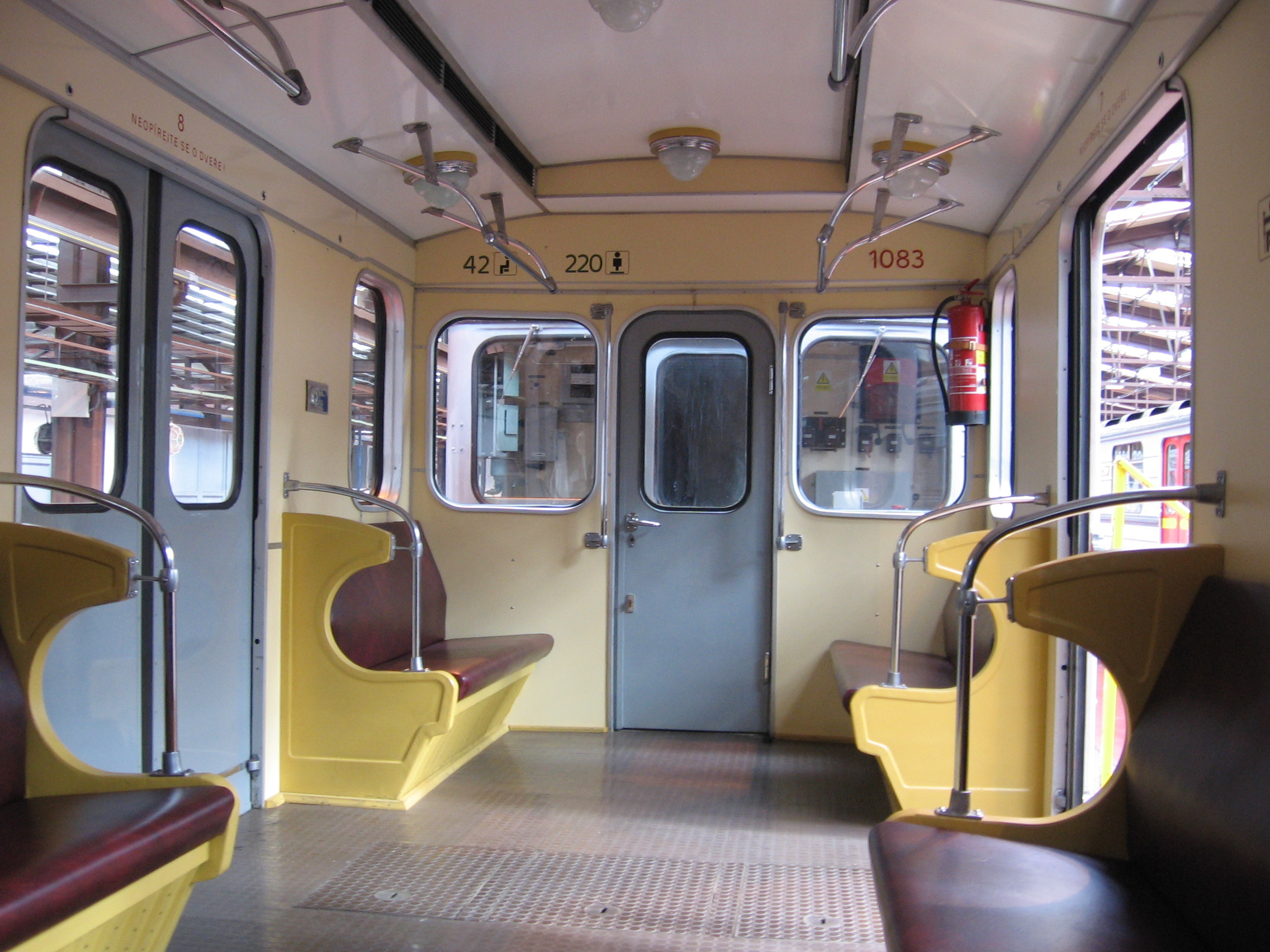
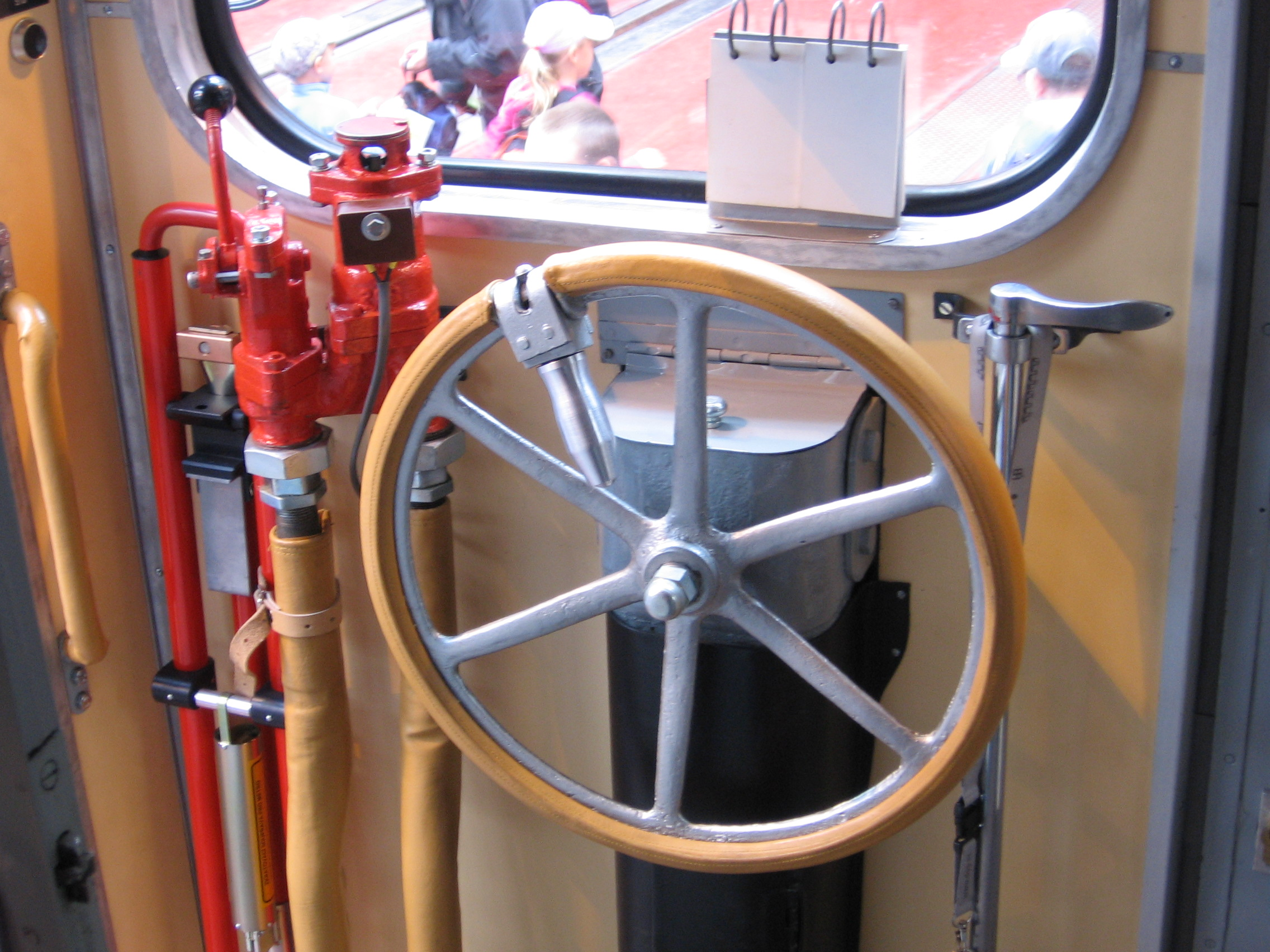
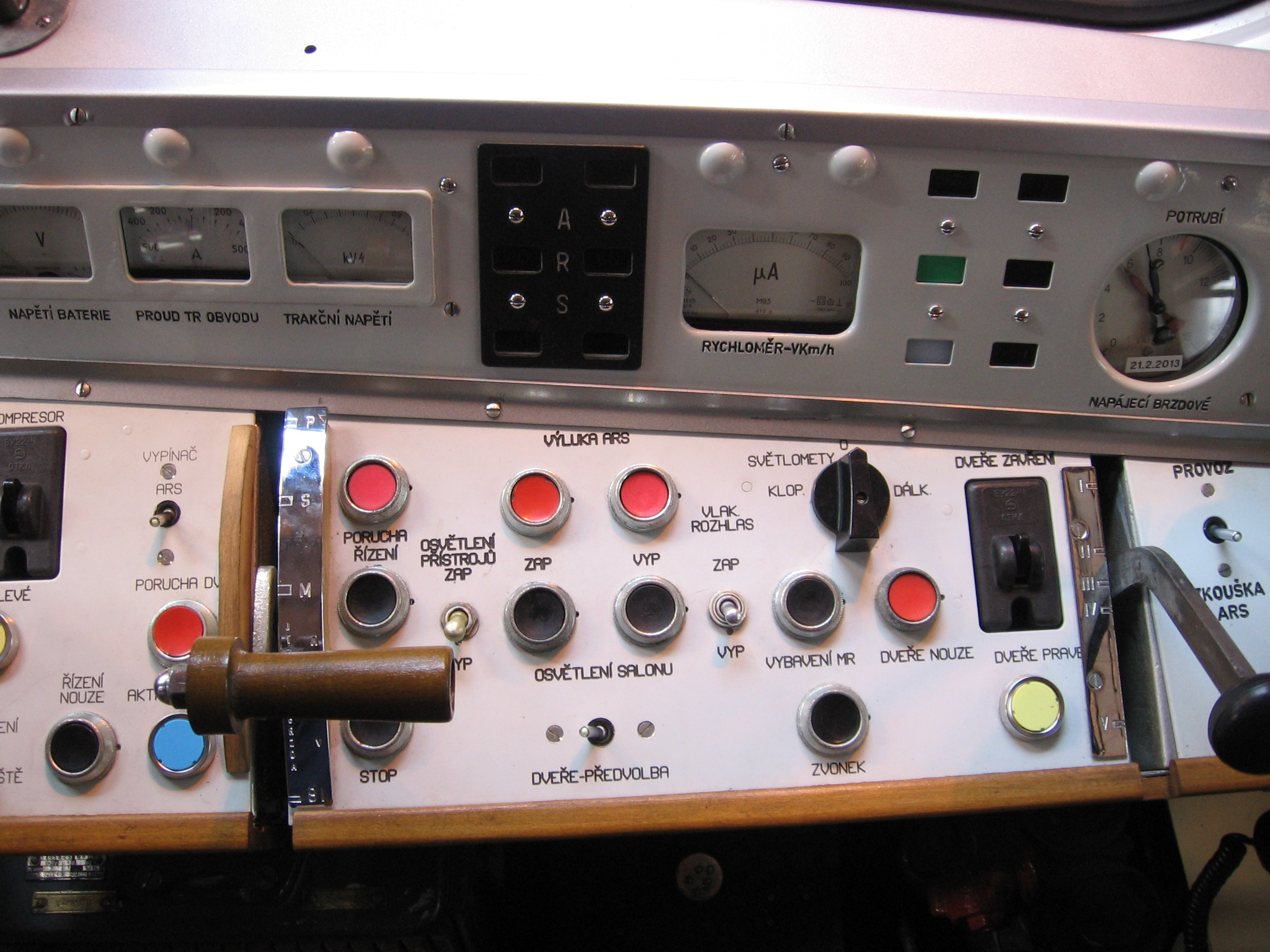
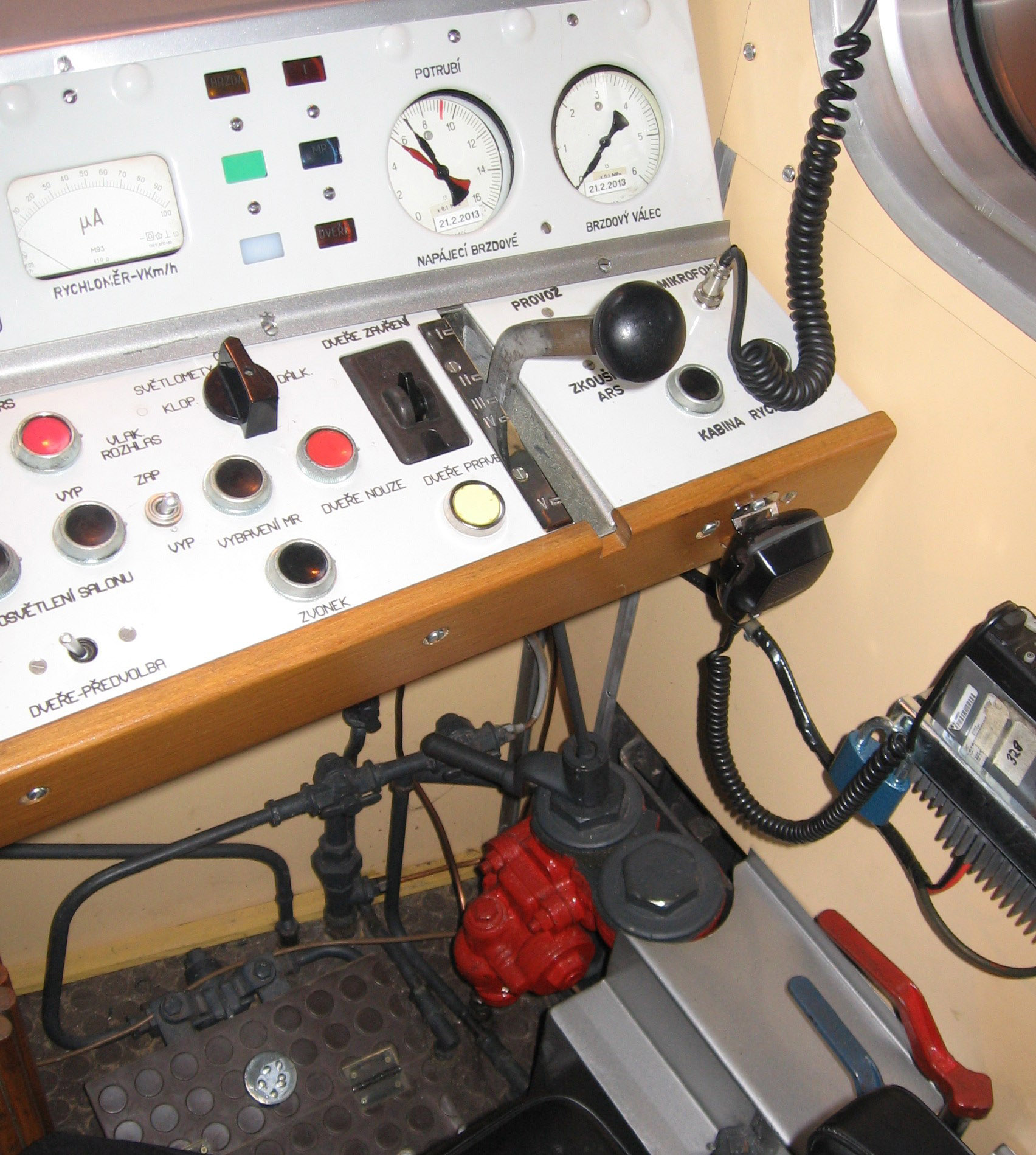
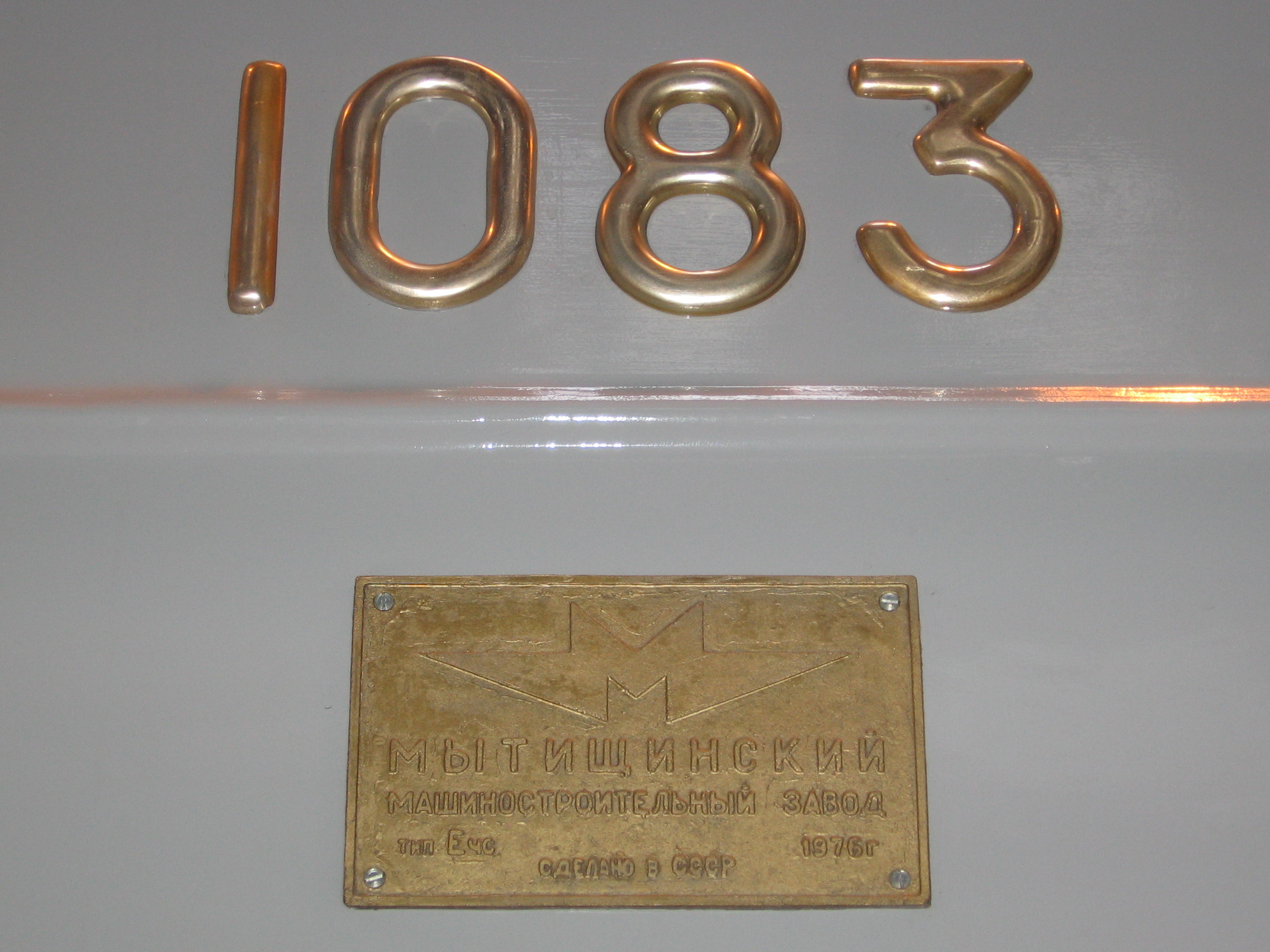
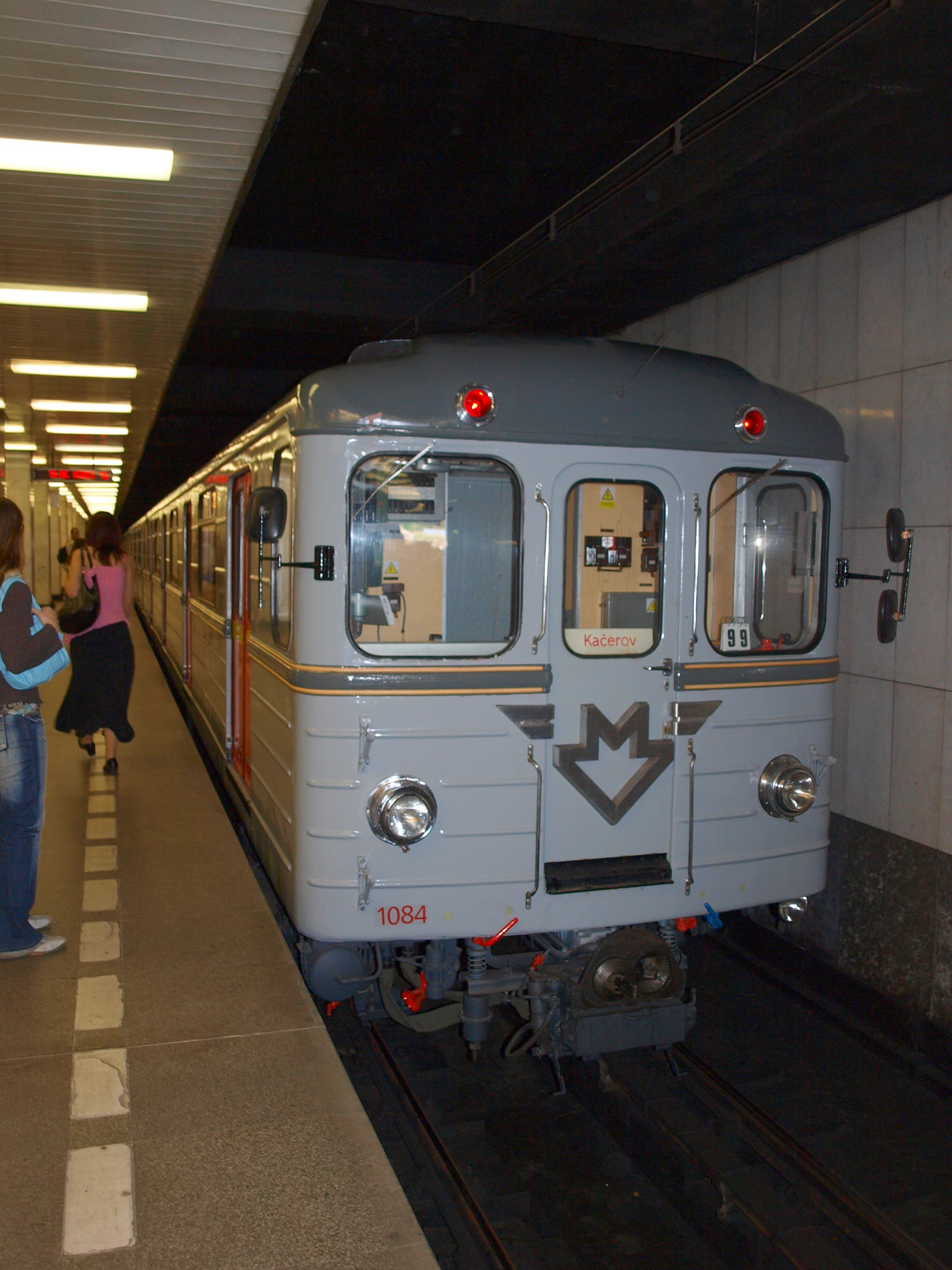

## Ečs współcześnie (2010)
Wagon z numerem 1009 został wystawiony w Muzeum MHD w zajezdni w Střešovicach. Ostatnie wagony, o numerach bcznych: 1083, 1084 i 1085, zostały zachowane jako pociąg zabytkowy, który przy specjalnych okazjach wyjeżdża na starszą część linii C, na odcinku Nádraží Holešovice – Kačerov. Pociągi z pasażerami nie wjeżdżają na najnowszy odcinek linii – IV.C.